# Охагуро
Охагуро (яп. お歯黒, дословно «чёрные зубы») — японская традиция чернения зубов, популярная вплоть до периода Мэйдзи. Охагуро практиковалось в Японии по крайней мере с периода Асука. Чернота лака стала считаться красивой и утончённой, однако у неё было и утилитарное назначение: лак восполнял недостаток железа и помогал сохранить зубы здоровыми. Охагуро стало ассоциироваться с замужними женщинами, у которых стойкость краски на зубах сравнивалась с бесконечной верностью мужу.

### Название
«Охагуро» — термин, использовавшийся японской аристократией. Чтение «охагуро» также присваивали иероглифам  (яп. 鉄漿 тэцусё:, дословно «железный сок»). В Киото при дворе охагуро называли фусимидзу (яп. 五倍子水, вода из чернильных орешков сумаха). В народе охагуро звали  (яп. 鉄漿付け канэцукэ, делать металлическим),  (яп. 鉄漿付け цукэганэ, то же),  (яп. 歯黒め хагуромэ, чернение зубов).

### История
Точное время возникновения традиции неизвестно, поскольку ещё в древности японцы красили зубы соком трав и плодов, однако использование железа для этой цели японцы заимствовали с материка.
- На останки людей периода Кофун и глиняные погребальные фигурки уже наносили охагуро.
- В Шань хай цзин говорится о «стране чернозубых» (кит. трад. 黑齒國, упр. 黒齿国, пиньинь hēichǐguó, палл. хэйчиго). В Сань-го чжи и Гисивадзинтэн так называется Ямато. Упоминания об охагуро имеются в Повести о принце Гэндзи.
- в 753 году Гандзин привёз в Японию рецепт смеси для охагуро, он находится в хранилище Сёсоин, в храме Тодай-дзи.

Гандзин усовершенствовал рецепт, его модификация постепенно распространилась по стране под контролем буддийских монахов. Возможно, от буддийских служителей практика охагуро пошла в народ.
Упоминание охагуро есть в повести о принце Гэндзи, Цуцумитю нагон моногатари. В последние годы периода Хэйан молодые люди обоих полов, происходящие из дворянских родов Тайра и тому подобных, чернили зубы на церемонии совершеннолетия. Чернили зубы и служки в больших храмах. В императорской семье церемония охагуро у мальчиков сопровождалась хикимаю (яп. 引眉 хикимаю, подведение бровей) и имела распространение до конца периода Мэйдзи。
В период Муромати охагуро обычно делали взрослые, но в начале периода Сэнгоку дочерям военных чернили зубы в 8—10 лет, чтобы обозначить их как совершеннолетних и скорее выдать за политически выгодного кандидата. Церемонию проводили родственники или опекуны девочки, их называли канэоя (яп. 鉄漿親 железо + родители). Некоторые военачальники из Го-Ходзё рода Тайра, отправляясь на поле боя, делали охагуро и женский макияж, чтобы там не показывать своих мук. Маски женщин, юношей и детей театра Но имитируют изображения военачальников.
После наступления периода Эдо охагуро почти полностью вышел из употребления, его использовали только члены императорской семьи и знать мужского пола. Зубы с охагуро неприятно пахнут, их требуется регулярно подкрашивать, кроме того, они стали ассоциироваться со старостью. В силу указанных причин, делать его стали только замужние женщины среднего возраста, незамужние женщины с 18—20 лет, а также гейши и проститутки. В крестьянских семьях охагуро делали на мацури, свадьбу, похороны и тому подобные события. В детских сказках остались упоминания таких охагуро.
В 1870 году вышел приказ, запрещающий членам императорской семьи и знати делать охагуро. После вступления закона в силу в народе охагуро понемногу стало считаться устаревшим. В начале периода Мэйдзи был небольшой всплеск популярности охагуро, в период Тайсё традиция уже практически исчезла.
Сегодня охагуро можно встретить только в традиционном театре, карюкае, иногда — на мацури, в исторической драме 1960-х годов, в фильмах. Если делается охагуро, то обычно подводят брови (делают хикимаю).

## Распространённость охагуро по времени
- Период Хэйан:
  - императорская семья, знать, дети после гэмпуку, мужчины и женщины, независимо от семейного положения, дети, участвующие в буддийских процессиях;
  - члены дома Тайра и Минамото, военные часто не делали охагуро.
- Период Сэнгоку:
  - императорская семья, знать, юные невесты, которым ещё рано было выходить замуж по малолетству.
- Период Эдо:
  - императорская семья, знать, невесты в городах. В самурайских семьях женщины начинали подводить брови лишь после рождения первенца; незамужние девушки с 18—20 лет, юдзё в Эдо, районе Киото и Осаки, взрослые холостяки брови не подводили; гейши в Киото и Осаке.
- Современность:
  - охагуро делают актёры, работники карюкая, иногда — участники мацури

### Состав красителя
Краситель для зубов состоит из канэмидзу (яп. 鉄漿水, железная вода), раствора железа в уксусной кислоте тёмно-коричневого цвета, в который добавлен неприятно пахнущий краситель из чернильных орешков сумаха. В растворе содержится много танинов. Главный ингредиент — ацетат железа, окрашивающий зубы в чёрный цвет. Покрывающая зубы плёнка предотвращает порчу зубов и укрепляет зубную эмаль. Краску необходимо было наносить ежедневно. Если считать, что в период Эдо зубы чернили около 35 млн человек, а на одно окрашивание требуется один моммэ красителя (3,75 грамма), то выходит, что каждый день японцы расходовали 20 тонн краски.
Для приготовления настоя раскалённые ржавые железные стержни помещали в смесь воды и саке, где выдерживались около недели. Затем в полученную жидкость добавляли галлы сумаха.